# Oksidacija beta
Oksidacija beta (tudi β-oksidacija) je proces, pri katerem se iz maščobnih kislin v obliki acil-koencima A (acil-CoA) postopno odcepljajo molekule acetil-koencima A (acetil-CoA), ki nato vstopajo v Krebsov cikel. Proces poteka v mitohondrijih in/ali peroksisomih v štirih stopnjah, z določenimi razlikami pri maščobnih kislinah z dvojnimi vezmi (nasičene MK) in/ali lihim številom ogljikovih atomov.
Maščobne kisline kot metabolno gorivo lahko izrablja večina tkiv oz. organov, izjema so le možgani, sredica nadledvične žleze in eritrociti. Pri živalih je oksidacija beta izjemnega pomena za pridobivanje energije med hibernacijo in vode v vročih puščavskih okoljih. Pri rastlinah oksidacija beta, ki poteka v peroksisomih listov in semen, ne služi pridobivanju energije, pač pa pridobivanju biosintetskih prekurzorjev.

## Aktivacija maščobnih kislin
Proste maščobne kisline lahko prehajajo skozi celično membrano (plazmalema) zaradi velike hidrofobnosti. Po prehodu v citosol maščobne kisline reagirajo z adenozin trifosfatom (ATP), pri čemer nastane adenilat maščobne kisline in anorganski pirofosfat (PPi). Adenilat je zelo reaktiven, zaradi česar reagira s koencimom A, pri čemer nastaneta acil-koencim A (acil-CoA) in adenozin monofosfat (AMP). Acil-CoA se konjugira s karnitinom, ki je vezan na zunanji membrani mitohondrija, in se prenese preko obeh membran v matriks mitohondrija.

## Oksidacija beta kot štiristopenjski proces
Po prehodu v matriks mitohondrija se prične oksidacija beta, ki poteka v štirih stopnjah:
| Opis reakcije | Shema reakcije | Encim                                | Končni produkt                                              |
| --- | -------------- | ------------------------------------ | ----------------------------------------------------------- |
| Prva stopnja je oksidacija maščobne kisline preko acil-CoA-dehidrogenaze, ki katalizira nastanek dvojne vezi med C2 in C3 oz. α- in β-ogljikovim atomom.                                           |                | acil-CoA-dehidrogenaza               | trans-Δ2-enoil-CoA                                          |
| Druga stopnja je hidratacija (vezava vode, H2O) dvojne vezi med C2 in C3. Reakcija je stereospecifična, kar pomeni, da nastane samo en izomer, in sicer L-izomer.                                  |                | enoil-CoA-hidrataza                  | L-β-hidroksiacil-CoA                                        |
| Tretja stopnja zajema oksidacijo L-β-hidroksiacil-CoA z oksidiranim nikotinamid adenin dinukleotidom (NAD+), pri čemer je hidroksilna funkcionalna skupina skupina pretvorjena v ketonsko skupino. |                | L-β-hidroksiacil-CoA-dehidrogenaza   | β-ketoacil-CoA                                              |
| Zadnja, četrta stopnja je cepitev β-ketoacil-CoA s tiolno skupino, ki pripada drugi molekuli CoA. Tiolna skupina je vstavljena med C2 in C3.                                                       |                | tiolaza (acil-CoA acetiltransferaza) | acetil-CoA in acil-CoA, ki je za dva ogljikova atoma krajši |

Funkcija prvih treh stopenj je destabilizacija močne enojne vezi med ogljikovima atomoma, ketonska skupina pa deluje kot tarča za nukleofilni napad tiolne skupine.
Proces poteka toliko časa, dokler ni celotna veriga ogljikovodikov maščobne kisline razcepljena v acetil-CoA molekule; zadnja produkta sta torej dve molekuli acetil-CoA. Pri vsakem posameznem ciklu nastaneta zraven še dve molekuli, in sicer reducirani obliki flavin adenin dinukleotida (FADH2)in nikotinamid adenin dinukleotida (NADH + H+). Torej, v primeru, da imamo na začetku palmitinsko kislino (C16:0), lahko celotno reakcijo oksidacije beta zapišemo kot:
{\displaystyle {\text{palmitil-Co}}\;+\;7CoA\;+\;7FAD\;+\;7NAD^{+}\;+\;7H_{2}O\;\longrightarrow \;{\text{acetil-CoA}}\;+\;7FADH_{2}\;+\;7NADH\;+\;7H^{+}\;}

### Trifunkcijski protein (TFP)
Zadnje tri stopnje oksidacije beta maščobnih kislin, ki vsebujejo 12 ali več ogljikovih atomov, katalizira multiencimski beljakovinski kompleks, ki je asociiran z notranjo membrano mitohodrija, t. i. trifunkcijski protein ali TFP. Slednji je heterooktamer, tj. zgrajen je iz α4β4 podenot. α podenote imajo aktivnost enoil-CoA hidrataze ter L-β-hidroksiacil-CoA-dehidrogenaze, β podenote pa imajo aktivnost tiolaze. Tesna interakcija podenot omogoča hitrejši in učinkovitejši potek oksidacije beta. Z drugimi besedami, substrati ne disociirajo po nepotrebnem od površine encimov, zaradi česar se procesivnost encimov tako ne zmanjša.

## Oksidacija nenasičenih maščobnih kislin
Omenjeno zaporedje reakcij velja popolnoma v resnici le za nasičene maščobne kisline, ki vsebujejo samo enojne vezi. Pri nenasičenih maščobnih kislinah (MK), ki vsebujejo eno ali več dvojnih vezi, nastopi problem, saj encim enoil-CoA-hidrataza ne more katalizirati reakcijo hidratacije, ker je dvojna vez v cis-konfiguraciji. V ta namen obstajata dva pomožna encima.
Pri mononenasičenih MK (ena dvojna vez), kot je npr. oleinska kislina - C18:1(Δ9), encim Δ3,Δ2-enoil-Coa izomeraza katalizira izomerizacijo cis-Δ3-enoil-CoA v trans-Δ2-enoil-CoA. Nadaljnje reakcije prevzamejo značilni encimi oksidacije beta.
Pri polinenasičenih MK (dve ali več dvojnih vezi), kot je npr. linolna kislina - C18:2(Δ9,12), omenjena izomeraza najprej katalizira reakcijo izomerizacije, nato pa encim 2,4-dienoil-CoA-reduktaza pretvori dvojno vez v enojno, pri čemer je donor vodikovih atomov reducirani nikotinamid adenin dinukleotid fosfat (NADPH + H+), nato pa enoil-CoA-izomeraza katalizira izomerizacijo iz cis v trans-konfiguracijo. Podobno kakor pri mononenasičenih MK prevzamejo nadaljnje reakcije drugi encimi oksidacije beta.

## Oksidacija maščobnih kislin z lihim številom C-atomov
Čeprav večina naravnih lipidov vsebuje MK s sodim številom C-atomov, so MK z lihim številom pogoste v rastlinah in nekaterih morskih organizmih. Oksidacija dolgoverižnih MK sicer poteka po običajni poti, problem nastopi po zadnji reakciji, ko poteče razcep acil-CoA s petimi C atomi, pri čemer nastane acetil-CoA in propionil-CoA. Propionil-CoA karboksilaza sprva katalizira reakcijo karboksilacije (vezava CO2), pri čemer nastane D-metilmalonil-CoA. Kofaktor encima je biotin (vitamin H), ki pred vezavo aktivira bodisi CO2 bodisi bikarbonatni anion (HCO3-), energijo za samo vezavo pa prispeva ATP. Metilmalonil-CoA epimeraza nato pretvori D-izomer v L-metilmalonil-CoA, metilmalonil-CoA mutaza pa katalizira znotrajmolekulsko prerazporeditev, pri čemer nastane sukcinil-CoA, ki lahko vstopi v Krebsov cikel; kofaktor encima je 5`-deoksiadenozilkobalamin, ki izhaja iz kobalamina (vitamin B12).

## Oksidacija beta v peroksisomih
Poleg mitohondrijev, ki so glavno mesto oksidacije beta v živalskih celicah, so pomembno mesto procesa tudi peroksisomi. V rastlinskih celicah so slednji glavno mesto oksidacije beta. Proces v rastlinah poteka podobno v štirih stopnjah s podobnimi reakcijami, vendar z dvema glavnima razlikama.
Pri prvi reakciji flavoprotein acil-CoA oksidaza katalizira nastanek dvojne vezi, pri čemer akceptor (prejemnik) elektronov ni FAD, pač pa kisik (O2), pri čemer nastane vodikov peroksid (H2O2); slednjega katalaza hitro razgradi, saj je zelo toksičen za celice. Energija elektronov se tako ne uporabi za nastanek ATP, pač pa se porazgubi v obliki toplote. Encimi so tudi bolj specifični za dolgoverižne MK, kot je heksakozanojska kislina (C26:0), ter za razvejane MK, kot sta fitanska in pristanska kislina.
Poleg vsega oksidacija beta v peroksisomih v rastlinah ne služi pridobivanju energije, pač pa pridobivanju pomembnih biosintetskih prekurzorjev, kot so glukoza, sukroza in mnogi drugi pomembni presnovki. To je razvidno iz presnove v tkivih listov in semen; v slednjih se peroksisomi imenujejo tudi glioksisomi.

## Energetska bilanca
Pri vsakem ciklu nastane 14 molekul ATP, in sicer:
| Vir        | Nvir | NATP |
| ---------- | ---- | ---- |
| FADH2      | 1    | 1,5  |
| NADH       | 1    | 2,5  |
| acetil-CoA | 1    | 10   |

pri čemer je {\displaystyle N_{vir}} število molekul vira, ki nastanejo pri enem ciklu, {\displaystyle N_{ATP}} pa število molekul ATP, ki jih molekule vira praktično proizvedejo, ko oddajo elektronske pare dihalni verigi.
V zvezi z acetil-CoA se seveda upošteva njegov vstop v Krebsov cikel in proizvodnjo energetsko bogatih prenašalcev, tj. 3 molekul NADH + H+, 1 molekula FADH2 in 1 molekula ATP, ter njihovo oddajo elektronskih parov dihalni verigi, tako tudi proizvodnjo ATP pri oksidativni fosforilaciji.
Za nasičene maščobne kisline s sodim številom ogljikovih atomov (nimajo dvojnih vezi; {\displaystyle C_{2n}}) je potrebnih {\displaystyle n-1} oksidacijskih ciklov, nazadnje pa ostane ena molekula acetil-CoA. Če upoštevamo, da sta dve molekuli ATP uporabljeni za aktivacijo naslednje maščobne kisline, lahko zapišemo splošno enačbo za vsoto molekul ATP, ki nastanejo pri procesu oksidacije celotne maščobne kisline:
{\displaystyle (n-1)\times 14+10-2=N_{ATP}}
Za praktičen primer lahko zopet vzamemo palmitinsko kislino, ki ima 16 = 2 x 8 ogljikovih atomov: torej je {\displaystyle n=8}, s tem pa dobimo v končni fazi 106 molekul ATP.

## Oksidacija beta in živali
Med hibernacijo, selitvami (migracijami) ter radikalnimi prilagoditvami presnove (metabolizma) je večina živali odvisna od maščobnih zalog. Oksidacija beta omogoča energijo preko pretvorbe teh maščobnih zalog, ki jo živali, kot sta medved in navadni polh, uporabijo za vzdrževanje telesne temperature, aktivne sinteze aminokislin in proteinov ter druge procese, kot je membranski transport. 
Pri oksidaciji betase sprostijo tudi velike količine vode, ki nadomešča vodo, izgubljeno med dihanjem ali pa med znojenjem (sopihanjem) zaradi vročine: znani primer slednjega so kamele, ki imajo maščobne zaloge shranjene v grbah na hrbtni strani. Kamele lahko tako preživijo v vročih in suhih puščavskih okoljih, kljub pomanjkanju naravnih virov vode.
Preden lahko razumemo nastanek vode, moramo privzeti, da pri vsakem prenosu elektronskega para iz NADH + H+ ali FADH2 na O2 nastane ena molekula vode (H2O). Če torej vzamemo za primer zopet oksidacijo beta ene molekule palmitol-CoA, bosta pri vsakem ciklu nastala FADH2 in NADH + H+, celokupno pri 7 ciklih 7 molekul vsake spojine in s tem 14 molekul vode; pri tem moramo odšteti 7 molekul vode, ki se porabijo pri 2. stopnji oksidacije, tj. hidrataciji. Pri samem Krebsovem ciklu, kjer vstopa acetil-CoA, nastanejo tri molekule NADH + H+ in ena molekula FADH2, za 8 nastalih molekul acetil-CoA torej 32 molekul vode; pri tem zopet odštejemo 16 molekul vode, saj se pri vsakem ciklu porabita dve molekuli vode. Celokupno nastane pri oksidaciji ene molekule palmitol-CoA 23 molekul vode.

## Medicinski pomen
Trigliceridi so glavni vir energije za krčenje mišic, zaradi česar lahko okvare encimov privedejo do bolezni. Mutacija gena, ki nosi zapis (kodira) za srednje-verižno acil-CoA dehidrogenazo (MCAD), je najpogostejša okvara presnove maščobnih kislin na področju ZDA in Severne Evrope, incidenca bolezni pa znaša en primer na 10.000 ljudi. Značilnost bolezni so ponavljajoče se epizode sindroma, ki vključuje kopičenje maščob v jetrih, visoke vrednosti oktanojske kisline (C8:0) v krvi, hipoglikemijo, nespečnost, bruhanje in sinkopo. Smrtnost v zgodnjem otroštvu znaša od 25-60 %. Bolezen se lahko omili s hrano, ki vsebuje malo maščob in veliko ogljikovih hidratov, ter z izogibanjem dolgih intervalov med obroki.
Pri osebah z motnjami oksidacije beta v peroksisomih, kot sta na kromosom X vezana adrenolevkodistrofija (XALD) in Zellwegerjev sindrom, se v krvi kopičijo dolgoverižne MK. XALD prizadene moške pred 10. letom starosti ter povzroči slepoto, motnje v vedenju in smrt v roku nekaj let.